# Nevljica
A Nevljica a Kozjak hegy oldalában ered, az Szlovéniában. A Nevlijca a Kamnik bistrica bal oldali mellékfolyója. A patak keresztülfolyik a Tuhinj-völgyön. A patak útja során keresztülfolyik Nevlje és Mekinje településeken. 
Mellékvizei a következők:
- jobb oldali mellékfolyók: Cirkušnica, Tuhinjščica Šumščica, Češniški-patak, Suhi dol, Pogorelca, Vanišnik, Jablanščica, Hruševka, Snovišek, Cevka, Rožiščica,  Markovščica, Porebrščica, Markovski graben, Markovski graben, Oševek
- bal oldali mellékfolyók: Vasenščica, Potočnica (más néven Potoški graben), Mrzlica, Suhi-patak

## Fordítás
Ez a szócikk részben vagy egészben  a   Nevljica című angol Wikipédia-szócikk ezen változatának fordításán alapul.  Az eredeti cikk szerkesztőit annak laptörténete sorolja fel. Ez a jelzés csupán a megfogalmazás eredetét és a szerzői jogokat jelzi, nem szolgál a cikkben szereplő információk forrásmegjelöléseként.